# 島田律子
島田 律子（しまだ りつこ、1968年7月31日 - ）は、日本のタレント、エッセイスト、日本酒スタイリスト。千葉県出身。スマイルブリューカンパニー代表。かつてはトライストーン・エンタテイメントに所属していた。

## プロフィール
日本航空に入社し客室乗務員を5年半にわたって勤めた。1994年に、日本テレビの『恋のから騒ぎ』にレギュラー出演し、タレントへ転向。
ラジオのバラエティー番組を中心に、コメンテーターやパーソナリティとして活動していたが、2006年以降テレビ出演の仕事は殆ど行っていない。近年は雑誌やインターネットでのコラム・エッセイの執筆、日本酒造組合中央会が公認する「日本酒スタイリスト」として、日本酒普及活動を行っている。
好きな日本酒の銘柄として、十四代、黒龍、獺祭の3つを挙げている。

## 著書
- ひみつのスチュワーデス（1998年3月、光進社）
- 私はもう逃げない〜自閉症の弟から教えられたこと〜（2001年11月22日、講談社）
  - 2009年、講談社文庫で文庫化
  - 『抱きしめたい』というタイトルで、和久井映見主演によりNHKでテレビドラマ化
- 35歳は、結婚適齢期（2004年7月、アスコム) - 2004年に結婚したことを記念して執筆）
- 日本酒美人（2004年9月、ぴあ）

## 出演

### テレビ番組
- 恋のから騒ぎ 1期生（日本テレビ）（平成6年4月 - 7年3月）- 1期生代表となる（当時はMVP制度なし）
- 京都めしあがれ（KBS京都テレビ レポーター）
- OH!エルくらぶ（テレビ朝日）
- ミッドナイトマーメイド（テレビ朝日）
- 中居正広のミになる図書館(2014年2月18日 - テレビ朝日)

### ラジオ番組
- 私の名盤コレクション（NHK FM放送 インタビュアー）
- アフタヌーン・ブリーズ（TOKYO-FM)（2000年4月 - 2001年3月）
- アンチエイジングStyle（InterFM(76.1))(2008年1月6日 - 12月 関東地方のみ）

### ドラマ
- 結党!老人党（2009年8月9日、WOWOW）

### 映画
- 音符と昆布（2008年） - 小暮妙子 役

### CM
- LIFEカード（1998年7月 - ）
- KONAMI「ゴエゴエ」（1999年12月 - ）
- 大王製紙「エリス」（2000年3月 - ）